# 16francs
16francs株式会社（セーズフラン）は、東京都北区に2014年に本社を持ち、東十条にて学習塾事業「東塾」を運営していた企業である。後に平澤氏により株式譲渡を行い東京都国分寺市に本社を移し、山梨県に居酒屋「鉄板料理 臣」やコンサルティング、学習塾、農産物販売などを展開する企業。
平澤成臣（代表取締役）は個人事業主として2012年Re've-Ariaを開業（アクセサリー類、情報商材）を販売。その後SecondHomeSpaceを開業。ECウェブサイトカラーミを開設。
2017年にSecondHomeSpaceを国分寺市に開業。
2017年12月、塾ナビにて小学生・中学生・高校生部門で24才にして地域1位を獲得（塾ナビ、ホームページ記載）。
2017年度から2019年度まで受験者100％合格を達成する（ホームページ記載、他教育WEBサイト記載）。
2018年11月に東塾をM&Aで株式譲渡を受任する（M＆Aサイト記事記載）。
2019年に笛吹市役所防犯ブザーなどを寄付を行う（ホームページ記載）
2020年フードバンク山梨と提携（ネット記事掲載）
母子家庭に向け無料で商品を提供
2020年YBS山梨放送　生放送てててTV出演
2020年UTY山梨　生放送出演